# Seelacheralm
Die Seelacheralm (auch: Seelakenalm) ist eine Alm in der Gemeinde Oberaudorf.
Zwei Almhütten der Seelacheralm stehen unter Denkmalschutz und sind unter der Nummer D-1-87-157-92 in die Bayerische Denkmalliste eingetragen.

## Baubeschreibung
Die beiden denkmalgeschützten Objekte, die westliche und die mittlere Hütte, sind erdgeschossige Satteldachbauten aus dem Jahr 1859.

## Heutige Nutzung
Die Seelacheralm wird von der Großalm aus mitbestoßen und ist nicht mehr als selbständige Alm gelistet. In den Sommermonaten ist die Seelacheralm bewirtet.

## Lage
Die Seelacheralm liegt im Mangfallgebirge nordwestlich des Brünnsteins auf einer Höhe von 1300 m ü. NN zwischen Baumoosalm und Großalm.